# Falkowa (Nowy Sącz)
Falkowa ist ein östlicher Stadtteil von Nowy Sącz der Woiwodschaft Kleinpolen in Polen.

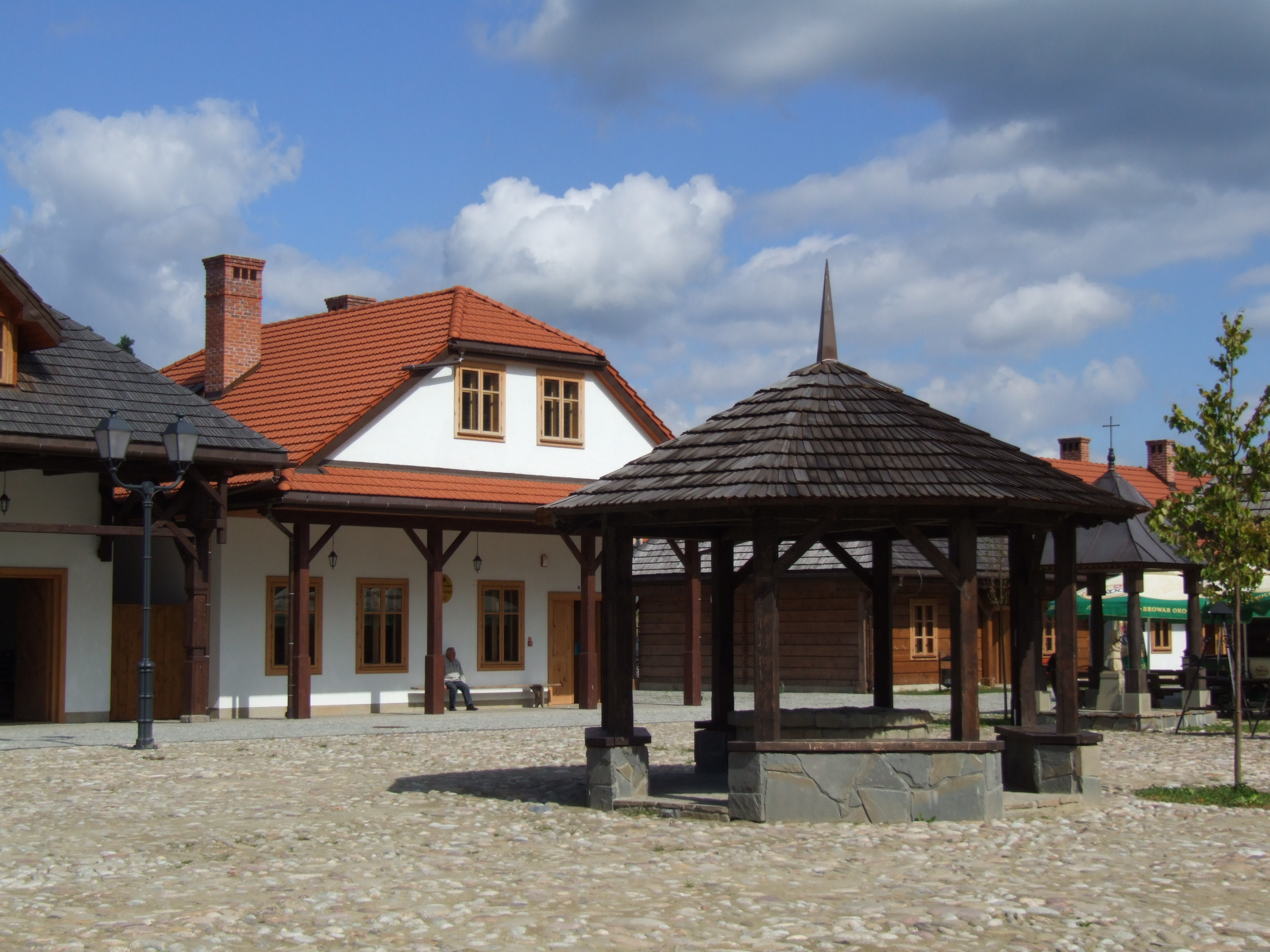
Marktplatz im rekonstruierten galizischen Städtchen

Falkowa ist bekannt für das Freilichtmuseum (Skansen), die größte Sehenswürdigkeit der Stadt Nowy Sącz. Es wurde 1975 eröffnet und hat eine Fläche von 20 Hektar. Daneben wurde auch ein galizisches Städtchen aus der Wende des 19. Jahrhunderts rekonstruiert.

## Geschichte
Der Ort wurde im Jahr 1392 als Falkowicz erstmals urkundlich erwähnt. Der besitzanzeigende Name (ursprünglich patronymisch mit dem Suffix -(ow)ice) ist vom Personennamen Falek bzw. Falik (eine Kurzform von Falisław bzw. Chwalisław/Chwalimir) abgeleitet. Der erste bekannte Schulz bis 1396 war ein gewisser Maciej Cruze bzw. Cricze, gleichzeitig ein Schöffe des Gerichts des deutschen Rechts in Nowy Sącz.
Politisch und administrativ gehörte das Dorf zum Königreich Polen (ab 1569 Adelsrepublik Polen-Litauen), Woiwodschaft Krakau, Kreis Sącz.

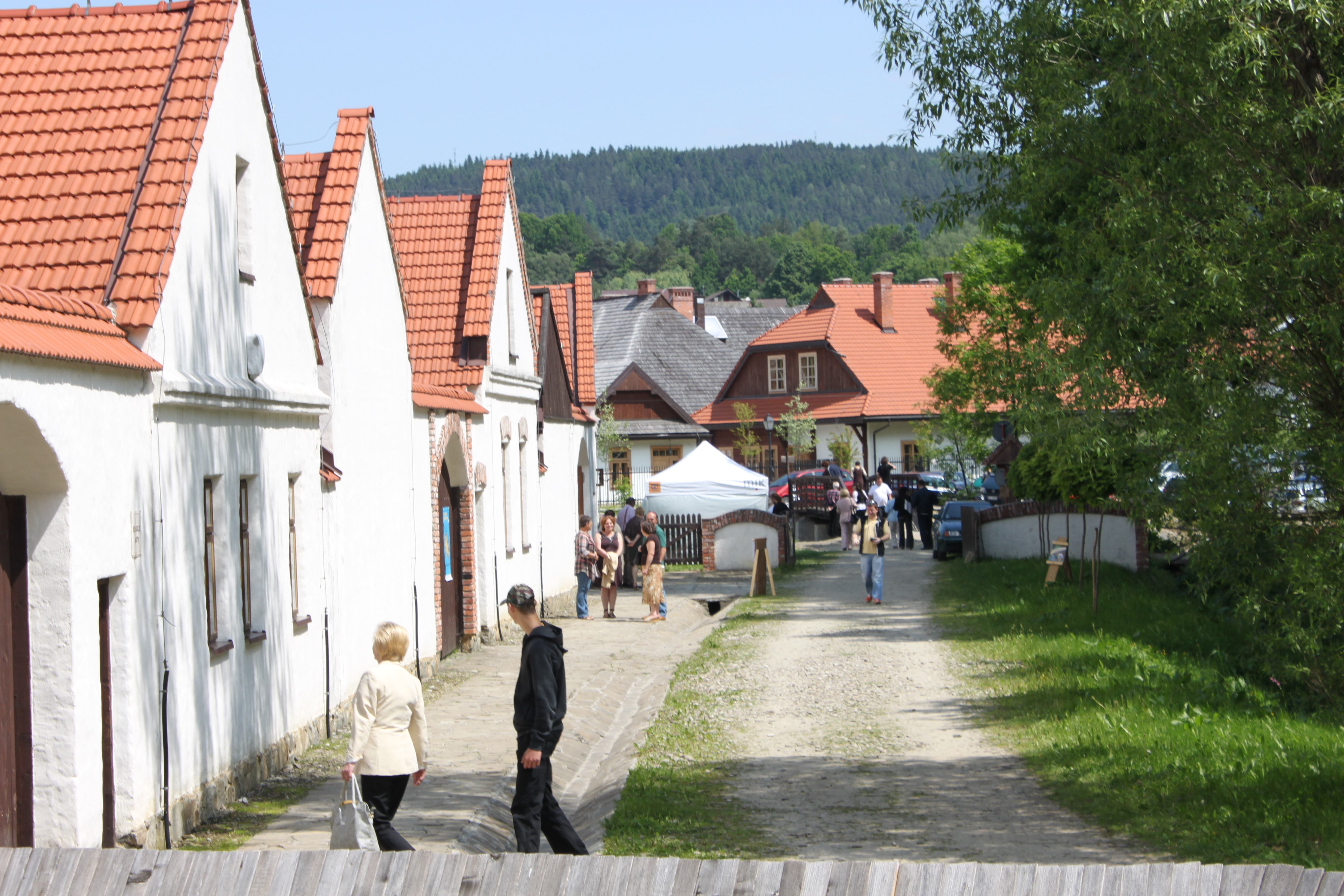
Josephinische Kolonie im Freilichtmuseum

Bei der Ersten Teilung Polens kam Falkowa 1772 zum neuen Königreich Galizien und Lodomerien des habsburgischen Kaiserreichs (ab 1804).
1918, nach dem Ende des Ersten Weltkriegs und dem Zusammenbruch der k.u.k. Monarchie, kam Falkowa zu Polen. Unterbrochen wurde dies nur durch die Besetzung Polens durch die Wehrmacht im Zweiten Weltkrieg.
Falkowa wurde 1942 bis 1969 schrittweise als Stadtteil von Nowy Sącz eingemeindet.